# Мінор (риба)
Мінор тетра (Hyphessobrycon minor) — невелика рибка з річки Ессекібо в Гаяні в Південній Америці, дуже схожа на свого родича, серпоподібну тетру, з Амазонки та Парани. Ці два дуже схожі види розділені географічно, тому вони не схрещуються.